# Pobreza y exclusión social en la Unión Europea
La Unión Europea proclamó el año 2010 como Año europeo de lucha contra la pobreza y la exclusión social. Según la misma UE, la razón de esta proclamación es simple: ya antes de la reciente crisis unos 80 millones de ciudadanos de la Unión, equivalentes al 17 por ciento de su población, era pobre en un sentido absoluto del término, es decir, “carecen de los recursos necesarios para cubrir sus necesidades básicas”. Por su parte, si bien la exclusión social es un concepto mucho más difícil de precisar estadísticamente a través de la Unión se detectan significativos porcentajes de su población privados de los recursos y las capacidades básicas –participación laboral, educación, acceso a las tecnologías de la información, sistemas de salud y de protección social eficientes, seguridad ciudadana, etc.– que hacen posible una participación satisfactoria en la vida social, económica, política y cultural de sus respectivas sociedades. Estos obstáculos a la participación y a la integración social se pueden presentar, además, de manera acumulativa, llegando a situaciones graves de exclusión cuya existencia misma es una amenaza para la cohesión social de las naciones que forman la UE.

Tanto la pobreza como la exclusión afectan muy desigualmente a diversos sectores de la población de la Unión. Factores como la edad, el género, la situación familiar, el estatus legal o la pertenencia a determinados grupos étnico-culturales tienen una gran importancia a este respecto. Entre los sectores que han sufrido situaciones de pobreza y exclusión de manera desproporcionada se cuentan significativos grupos de inmigrantes, en particular extracomunitarios. Las situaciones de pobreza y exclusión varían mucho de país en país pero están presentes tanto en los antiguos (UE-15) como en los nuevos países miembros de la Unión. Se trata de un hecho de una notable persistencia ya que la existencia de importantes bolsones de pobreza y exclusión no es nueva y ha preocupado a los dirigentes de la Unión desde el lanzamiento, en 1975, del primer programa comunitario de lucha contra la pobreza, conocido como Pobreza 1. Por entonces, unos 30 millones de ciudadanos de la Unión vivían en una situación de pobreza relativa, es decir, tenían ingresos inferiores al 50% del ingreso medio de su respectivo país. Esto motivó las primeras acciones comunitarias que luego se han multiplicado tal como lo han hecho los llamados a los Estados miembros a emprender acciones enérgicas en los ámbitos de la pobreza y la exclusión. Sin embargo, la pobreza no ha dejado de aquejar a la Unión y a mediados de los años 90 la cifra de pobres, usando el mismo criterio anterior para medirla, llegaba a los 55 millones. Esta persistencia de la pobreza y la exclusión social llevó a nuevas acciones comunitarias en estos ámbitos. Así por ejemplo, los Consejos Europeos de Lisboa y Niza, realizados en marzo y diciembre de 2000, se plantearon la lucha contra la pobreza y la exclusión como un objetivo fundamental del decenio venidero e incluso auguraron el fin de la pobreza para 2010. A pesar de ello, tanto la pobreza como la exclusión social no sólo han perdurado sino que en muchos países de la UE han adoptado –al combinarse con la exclusión de importantes grupos de inmigrantes y sus descendientes– formas cada vez más complejas y amenazantes tal como se pudo constatar en los motines urbanos que sacudieron a Francia a finales de 2005.